# Myrothecium masonii
Myrothecium masonii är en svampart som beskrevs av M.C. Tulloch 1972. Myrothecium masonii ingår i släktet Myrothecium, ordningen köttkärnsvampar, klassen Sordariomycetes, divisionen sporsäcksvampar och riket svampar.   Inga underarter finns listade i Catalogue of Life.